# Південне товариство
Півде́нне товари́ство — таємна революційна організація декабристів в Україні. Створено в березні 1821 року на базі Тульчинської управи Союзу благоденства. Очолювала товариство Директорія у складі Павла Пестеля, Олексія Юшневського та Сергія Муравйова-Апостола.

## Історія
Створена в березні 1821 року членами Тульчинської управи колишнього Союзу благоденства (П. Пестель, Юшневський Олексій Петрович, Барятинський Олександр Петрович та ін.), які ввійшли до т. зв. Корінної думи товариства. П. Пестель, Юшневський Олексій Петрович від Південного товариства становили так звану Директорію. Незабаром членами цього товариства стали брати Муравйов-Апостол Сергій Іванович і Муравйов-Апостол Матвій Іванович, Бестужев-Рюмін Михайло Павлович, Поджіо Олександр Вікторович, Вольф Фердинанд Богданович та офіцери 1-ї та 2-ї армій, розквартированих в Україні.
З'їзд 1822 року остаточно затвердив створення товариства. На з'їзді 1823 року було схвалено поділ товариства на 3 управи (філії): Тульчинську на чолі з Пестелем (пізніше Барятинським), Кам'янську на чолі з Давидовим і Волконським та Васильківську на чолі з С.Муравйовим-Апостолом і М.Бестужевим-Рюміним. Учасники з'їзду 1824 року обговорили і схвалили програму товариства — Руську правду, написану Пестелем. На з'їзді в 1825 році обговорювались питання про можливість організації повстання в армії проти царизму. Керівники Південного товариства прагнули об'єднатися з Північним товариством. Навесні 1824 Пестель вів переговори в Петербурзі з керівництвом Північного товариства, але йому не вдалося схилити до об'єднання на основі Руської правди, хоч Північне товариство готові були прийняти республіканський принцип, а Пестель — ідею Установчих зборів замість диктатури Тимчасового верховного правління. Було досягнуто домовленості про спільність дій в разі початку повстання та про скликання в 1826 об'єднавчого з'їзду. В 1823-25 велись переговори Південного і Польського патріотичного товариства про можливість спільного виступу проти царизму. У вересні 1825 до Південного товариства увійшло Товариство об'єднаних слов'ян, яке склало в ньому Слов'янську управу.
Виступ намічений на літо 1826, був прискорений смертю Олександра І. Період «міжцарів'я» та загроза викриття змусили керівників Південного товариства перенести повстання на 1(13).1.1826. Після арешту 13(25).12.1825 Пестеля, а пізніше і Юшневського, поразки повстання 14(26). 12.1825 у Петербурзі та придушення повстання Чернігівського полку. 3(15).1.1826 Південне товариство було розгромлене.

## Руська Правда
«Руська правда» — програмний документ Південного товариства, створений Павлом Пестелем. Конституційний проєкт Пестеля був результатом тривалої та наполегливої праці. Робота над проєктом тривала впродовж десяти років. Пестель зібрав велику бібліотеку політичної літератури, його проєкт свідчить, що він був обізнаний щодо розвитку світової політичної думки другої половини XVIII — початку XIX сторіч.
- Пестель вважав кріпацтво ганебною справою, противною людству.

- «Руська правда» проголошувала рішуче та повне знищення кріпацтва. Пестель високо цінував особисту свободи людини. Визволення селян без землі, тобто надання їм тільки особистої свободи, вважав уявним визволенням. Пропонував визволення селян з землею.

- Самодержавство за проєктом ліквідовувалося і фізично знищувався весь царський рід. «Руська правда» проголошувала республіку.

- Всі стани в державі знищувалися, ліквідовувалися всі соціальні привілеї. Проголошувалась рівність всіх перед законом. Визнавалось право кожного громадянина на участь в державних справах. Гільдії, цехові об'єднання знищувалися.
- Пестель виступав проти федеративного устрою держави, прибічник єдиної республіки з сильною централізованою владою.
- Право відділення від Росії інших національностей не визнавалося. Усі народи, які населяли Російську державу повинні були злитися в єдиний руський народ і втратити свої національні особливості, а населення України вважав за істинних росіян.